# Аждархо
Ажда́рхо (лат. Azhdarcho) — род птерозавров из семейства аждархид, впервые обнаруженный в верхнемеловой формации Джаракудук (середина туронского яруса, около 92 миллионов лет назад) в Узбекистане. Известен по фрагментарным останкам, включая удлинённые шейные позвонки, являющиеся отличительной чертой представителей семейства.
Название Azhdarcho происходит от персидского слова azhdarhā [اژدرها], имя дракона в персидской мифологии. Типовым и единственным видом является Azhdarcho lancicollis. Видовое название составлено из двух слов: лат. lancea, что означает «копьё», и collum — «шея».

## История открытия
Ископаемые остатки аждархо обнаружил в пустыне Кызылкум Лев Александрович Несов во время советской экспедиции в Среднюю Азию в 1974—1981 годах. Типовой образец состоял из переднего шейного позвонка. Было определено 12 паратипов, в том числе несколько других шейных позвонков, элементы крыла и ноги, а также фрагменты челюсти. Эти образцы, наряду с другими  ископаемыми позвоночных, собранными во время экспедиции, экспонировались в Центральном научно-исследовательском геологоразведочном музее имени академика Ф. Н. Чернышёва, Санкт-Петербург.
В описании типового образца Azhdarcho lancicollis Несов отметил его отличительную особенность: чрезвычайно удлинённые шейные позвонки с круглым поперечным сечением в середине длины. Он отметил аналогичные характеристики у ряда других птерозавров и использовал их для создания нового подсемейства Azhdarchinae в составе семейства птеранодонтид. Несов также причислил кетцалькоатля и арамбургиану (последний вид в то время был известен под именем Titanopteryx) к этому подсемейству, которое впоследствии было переклассифицировано в семейство аждархид. Он также предположил, что похожие тонкостенные кости птерозавров из формации Lance в Вайоминге могут принадлежать аждархидам и использовал это предположение в качестве доказательства общности фауны позднего мела Центральной Азии и западной части Северной Америки. Однако, последующие исследования не подтвердили его теории, и А. lancicollis в настоящее время является единственным признанным видом рода аждархо.

## Палеоэкология
В первоначальном описании Несов отметил, что из-за особенностей сочленения шейных позвонков птерозавр имел бы очень ограниченную гибкость шеи. Аждархо не мог поворачивать шею вообще, хотя и мог до определённой степени сгибать её вертикально. Несов предположил, что такие птерозавры могли кормиться аналогично современным водорезам, чьи длинные шеи позволяют им выхватывать рыбу с поверхности воды без необходимости погружаться. Однако, недавние исследования показали, что подобный способ охоты требует больше энергии и иную анатомическую специализацию, чем считалось ранее, и что такие крупные птерозавры, как аждархо, вероятно, не были способны на такое. Возможно, длинные шеи позволяли аждархидам охотиться в воде или доставать рыбу с глубины, находясь на поверхности, или охотиться на плохо летающих позвоночных. Несов выдвинул предположение, что для полёта этим птерозаврам требовались бы стабильные погодные условия и предложил наличие слабых ветров обязательным условием для мест их обитания. Другой исследователь, Марк Уиттон, предположил, что аждархиды вели наземный образ охоты.